# Mano Blanca
Mano Blanca ('Mão Branca') foi um esquadrão da morte da direita anticomunista da Guatemala, criado em 1966 para impedir que Julio César Méndez Montenegro fosse empossado como presidente da Guatemala. Embora inicialmente autônomo do governo, foi absorvido pelo aparato de contra-terror do Estado guatemalteco e evoluiu para uma unidade paramilitar das Forças Armadas da Guatemala, e foi responsável pelo assassinato e tortura de milhares de pessoas na zona rural guatemalteca.  O grupo recebeu apoio do exército e do governo guatemalteco, bem como dos Estados Unidos. Também era conhecido oficialmente como Movimento de Ação Nacionalista Organizado (Movimiento de Acción Nacionalista Organizado), que dá o acrônimo "MANO" ("mão").